# هولیگاردها
هولیگاردها (به انگلیسی: Holiguards) یک فیلم اکشن و دلهره‌آور آمریکایی-پرتغالی در سبک فراطبیعی به کارگردانی کوین اسپیسی و نویسندگی سرگئی تورچیلین و لادو اوخوتنیکوف است. در این فیلم اسپیسی، دولف لاندگرن، تایریس گیبسون، برایانا هیلدبرند، دشا پاتنی و اریک رابرتس بازی می‌کنند. این فیلم اولین قسمت از مجموعه فیلم‌های «استاتیگاردز در برابر هولیگاردها» می‌باشد.

## خلاصه داستان
داستان «هولیگاردها» در آینده‌ای نزدیک می‌گذرد وقتی که نیروهای ماورائی پنهان به زمین نفوذ کرده‌اند و دو فرقه باستانی به نام‌های «هولیگاردها» و «استاتیگاردها» جنگی سری برای تسلط بر سرنوشت بشر آغاز کرده‌اند. در این کشمکش، زن جوانی کشف می‌کند که دختر رهبر رقیب است و شاید بتواند به جنگ پایان دهد. در همین اثنا، یکی از نیروهای استاتیگارد آماده می‌شود تا به پاریس حمله اتمی کند و سبب بیداری یک نیرویی باستانی موسوم به «نخست» شود.

## ساخت
در ماه مه ۲۰۲۵، تریلری از این فیلم در جشنواره فیلم کن نمایش داده شد که پس از اتهامات متعدد سوء رفتار جنسی، توسط کوین اسپیسی در اولین تلاش کارگردانی‌اش از زمان فیلم «فراسوی دریا» (۲۰۰۴) کارگردانی شد. در این فیلم، او در کنار دولف لاندگرن، تایریس گیبسون، برایانا هیلدبرند، دشا پاتنی، اریک رابرتس، هری گودوینز، سون تمل و سونیا پیم کولینگ بازی می‌کند. فیلمبرداری اصلی در سال ۲۰۲۴ در مکزیک با بودجه ۱۰ میلیون دلار انجام شد.